# Un encuentro
Un encuentro es el cuarto álbum de estudio del grupo español Triana, lanzado en 1980 por Movieplay. 
Queriendo aprovechar del éxito cosechado de sus tres anteriores discos, la banda publica en 1980 Un encuentro. Se trata de un trabajo donde abandonan casi del todo su rock progresivo de antaño.
El tema “Tu frialdad”, se convirtió en una de las canciones más populares del grupo, junto con “Cae fina la lluvia” y “Un nido en mi ventana” o “Aroma fresco”, que recuerdan a los antiguos Triana.

## Lista de canciones
Todas las canciones son de Jesús de la Rosa Luque, excepto indicación.

### Lado A
1. "Tu frialdad" - 4:22
2. "A través del aire" - 6:05 (Eduardo Rodríguez Rodway)
3. "Cae fina la lluvia" - 3:21
4. "Un nido en mi ventana" - 3:30
5. "Aroma fresco" - 2:34

### Lado B
1. "Un extraño más" - 3:03
2. "Encuentro fugaz" - 4:17
3. "Caudaloso río" - 2:54 (Eduardo Rodríguez Rodway)
4. "Fin" - 2:01 (Juan José Palacios "Tele")

## Créditos
- Jesús de la Rosa Luque – voz solista, teclados y guitarra española en "Un nido en mi ventana"
- Juan José Palacios "Tele" – batería, percusión y efectos.
- Eduardo Rodríguez Rodway – guitarra española, coros, voz solista en “A través de aire” y “Caudaloso río”
- Antonio Pérez – guitarra eléctrica (en todos los temas excepto “Encuentro fugaz”).
- José María Sagrista - guitarra eléctrica (en todos los temas).
- Antonio Aguilar - bajo.
- Yiyio Bronx - tumbadoras.
- Merche y Cristina - coros.
- Manolo Tabernero - portada y contraportada.